# Forty Dagu

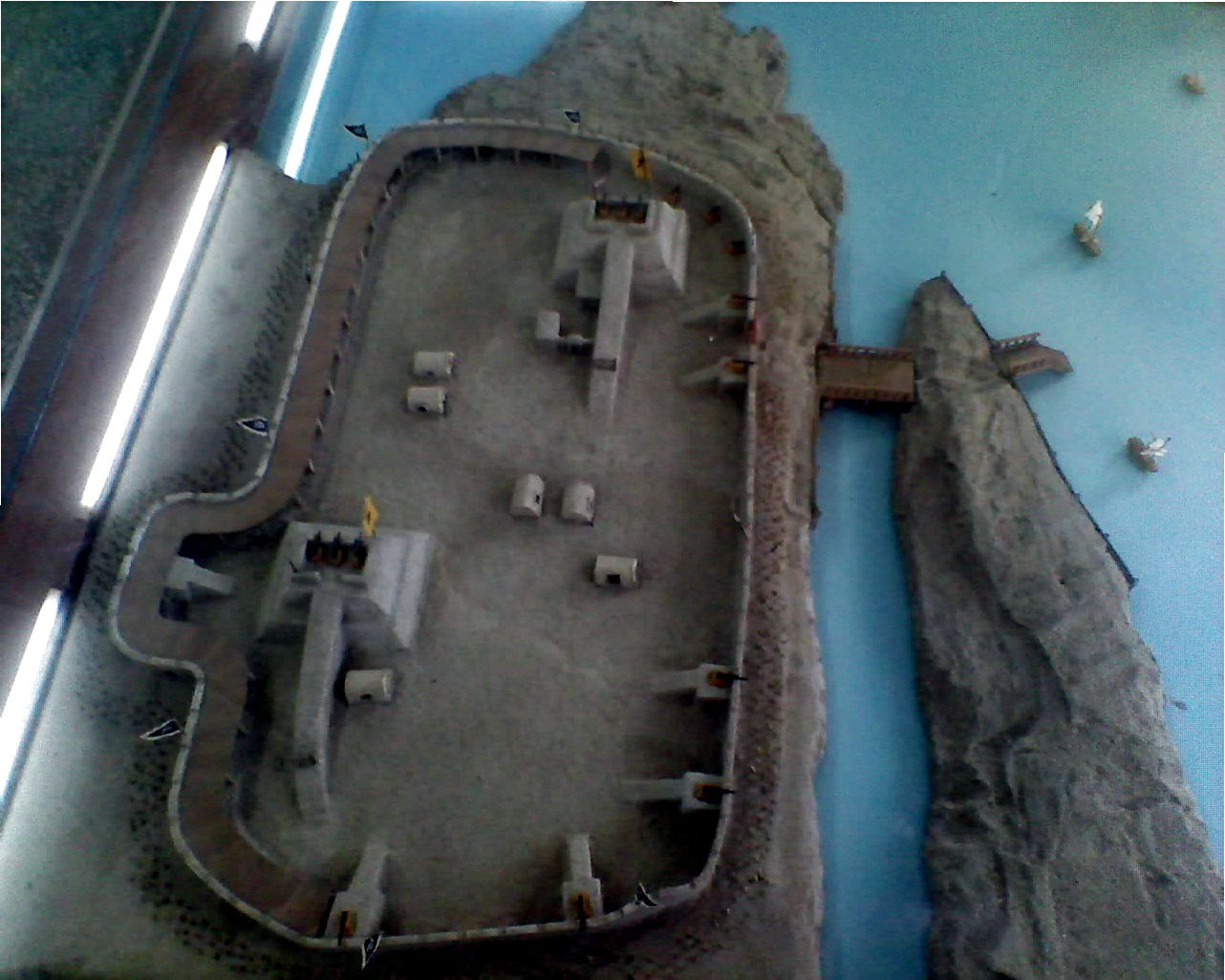
Model fortu Dagu w Muzeum Fortów Dagu w Tanggu

Forty Dagu (chiń. upr. 大沽炮台; pinyin Dàgū Pàotái; Wade-Giles Ta-ku  P’ao-t’ai) – zespół fortów u ujścia Hai He, w dzielnicy Tanggu miasta Tiencin. Osłaniały one port w Tiencinie, będący główną drogą morską do Pekinu i z tego powodu były kilkakrotnie zdobywane w czasie wojen XIX w. Inna nazwa chińska to forty Baihe (白河碉堡; pinyin: Báihé Diāobǎo). W literaturze zachodniej częściej używana jest dawna transkrypcja: Taku.
Pierwotnie zbudowane przez cesarza Jiajinga z Dynastii Ming w latach 1522-1527 w celu ochrony Tiencinu przed atakami z zewnątrz. Kompleks rozbudowano w czasie wojen opiumowych, tworząc łącznie pięć dużych fortów i 20 mniejszych baterii. Na rzece i zatoce naprzeciw fortów znajdowało się duże kotwicowisko - obecnie zamulone (ze względu na przesunięcie się linii brzegowej, forty są dziś w głębi lądu).
W czasie I wojny opiumowej forty nie stawiły oporu flocie inwazyjnej. W czasie II wojny opiumowej eskadra brytyjskich kanonierek, dowodzona przez Michaela Seymoura zdobyła forty 20 maja 1858. Zwrócone następnie stronie chińskiej, forty dowodzone przez Sengge Rinchena stawiły ponownie opór w 1859: ich artyleria zatopiła 25 czerwca cztery brytyjskie kanonierki i odparła atak desantu. Jednak rok później kolejny atak, przeprowadzony w dniach 12-21 sierpnia 1860 doprowadził do zajęcia fortów i otworzył siłom inwazyjnym drogę na Pekin. 
W 1881 na rzece powyżej fortów zbudowano małą stocznię i doki, służące flocie Beiyang, która miała tam swoje główne kotwicowisko. 

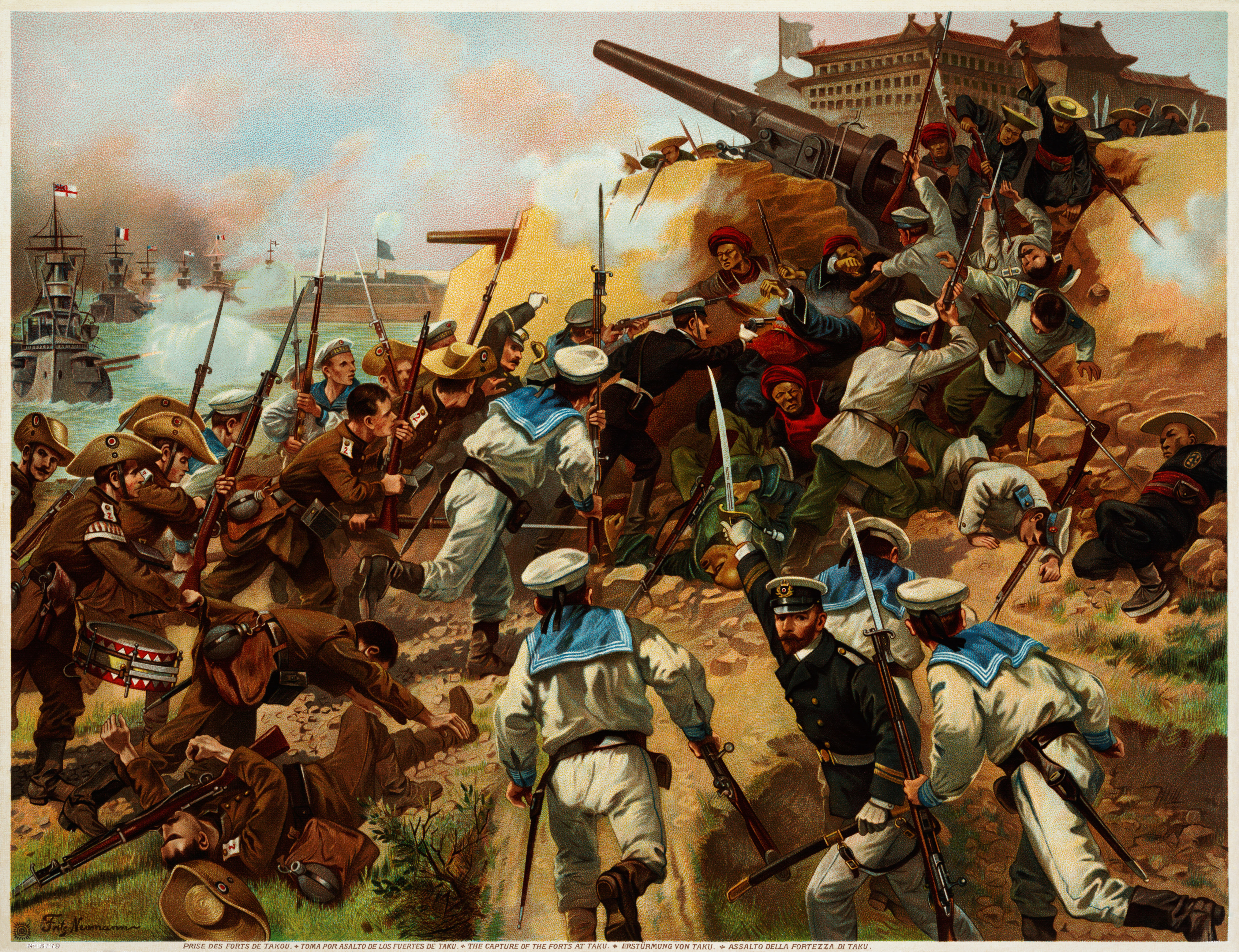
Zdobycie fortów w Taku

W 1900 zmodernizowane forty wyposażone były w armaty odtylcowe: dwie o kalibrze 240 mm, dwie 210 mm, sześć 152 mm, trzy 150 mm, osiem 120 mm, dwadzieścia jeden 6 cali, sześć 160 mm, dwie 5 cali, 32 - 80 mm, a do tego ponad 100 dział odprzodowych, gwintowanych i gładkolufowych. W czasie powstania bokserów zostały zdobyte 17 czerwca 1900, by zabezpieczyć bazę logistyczną flot sprzymierzonych i miejsce ewentualnego odwrotu dla maszerującej na Pekin brygady adm. Seymoura. Wieść o zdobyciu fortów stała się bezpośrednim powodem do ataku na dzielnicę ambasad w Pekinie. Zgodnie z postanowieniami traktatu kończącego powstanie, forty miały zostać zlikwidowane.
Ostatni raz forty odegrały rolę militarną w 1925, kiedy to zostały na krótko obsadzone przez oddziały Feng Yuxianga, w czasie wojen domowych w Chinach.
Do dziś zachowały się dwa forty, w jednym znajduje się muzeum.

## Galeria

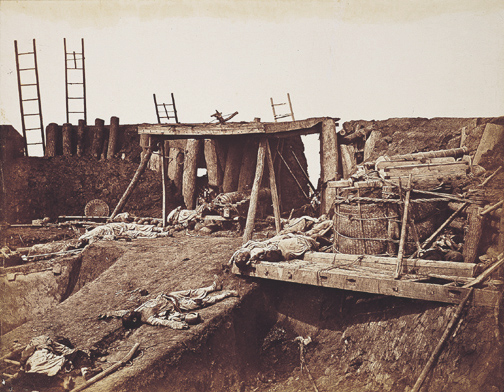
Wnętrze Fortu Północnego, po jego zdobyciu 21 sierpnia 1860
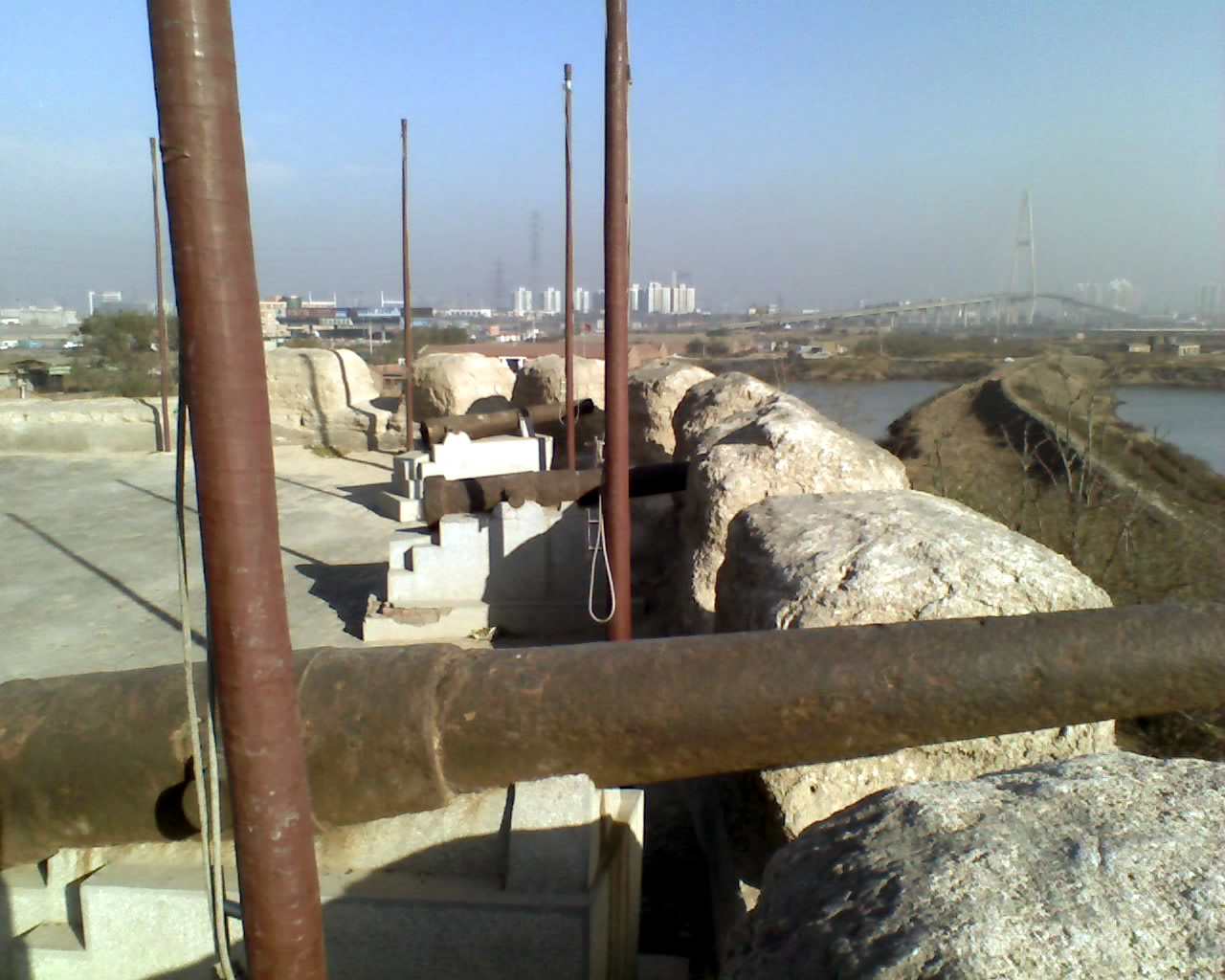
Widok na północ z platformy artyleryjskiej, Muzeum Fortów Dagu. Tanggu w tle
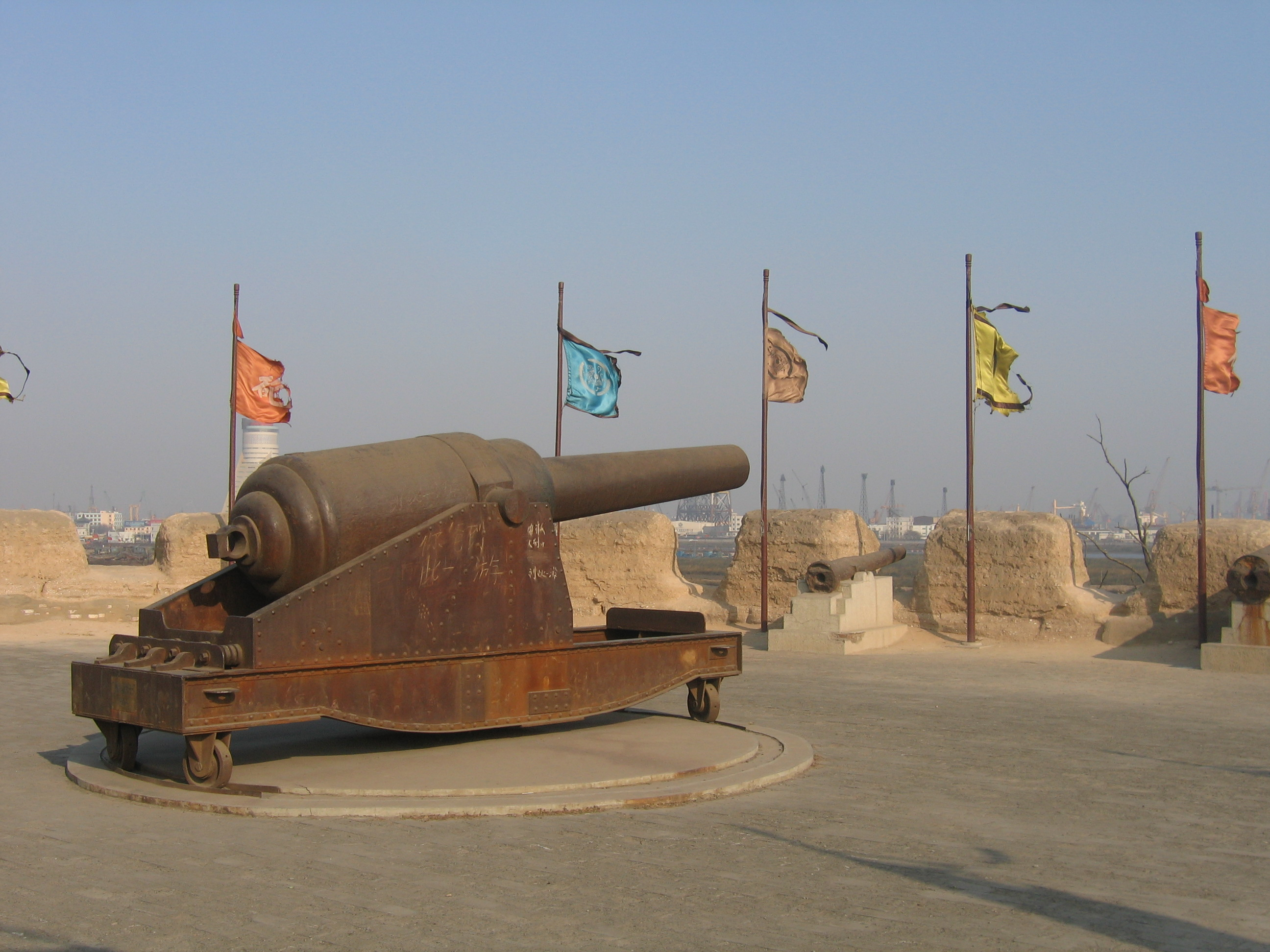
Armata z 1900 r.
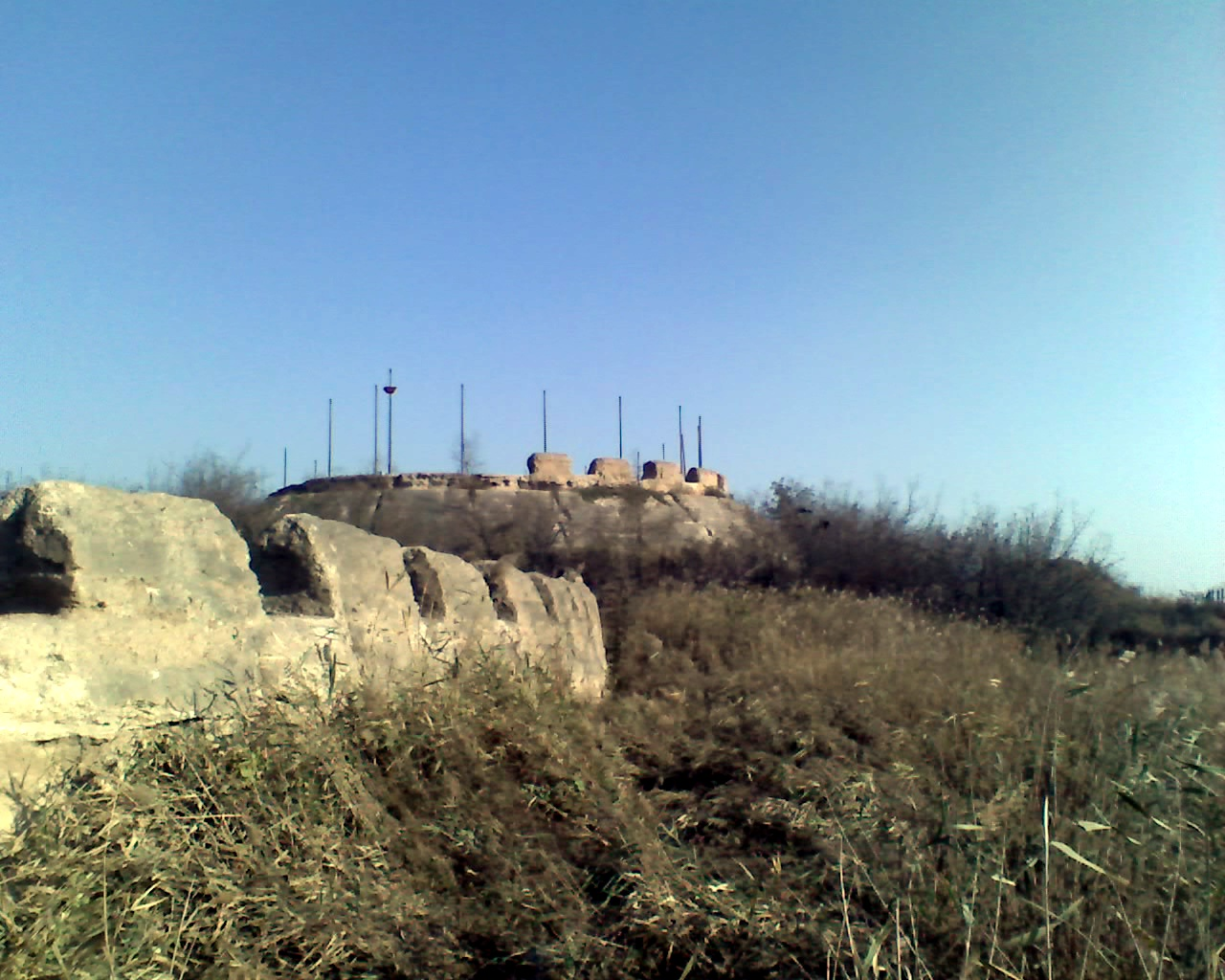
Widok platformy artyleryjskiej z zewnątrz